# Змеиная макрель
Змеиная макрель, или змеевидная макрель, или гемпил  (лат. Gempylus serpens) — вид морских лучепёрых рыб из семейства гемпиловых, единственный в роде гемпилов, или змеевидных макрелей, (Gempylus).

## Описание
Тело очень длинное, тонкое, сильно сжато с боков, высота тела укладывается 15—18 раз в стандартную длину тела. Чешуи нет, за исключением задней части тела. Голова длинная, её длина в 5,5—6 раз меньше длины тела. Нижняя челюсть выдаётся вперёд. Верхушки обеих челюстей с кожистыми выступами. На обеих челюстях имеются острые зубы, кроме этого в передней части верхней челюсти есть 3 неподвижных и 0—3 подвижных клыка. Первый спинной плавник с 24—32 колючими лучами. Второй спинной плавник с маленькой колючкой и 11—14 мягкими лучами, за ним следуют 5—6 маленьких отдельно сидящих дополнительных плавничков. В анальном плавнике две свободных колючки и 1 колючка в мягкой части с 10—12 мягкими лучами; за анальным плавником расположены 6—7 дополнительных плавничков. Брюшные плавники редуцированы, с одним колючим и 3—4 мягкими лучами, расположены под грудными плавниками. В грудных плавниках 12—15 мягких лучей. Две боковые линии, обе начинаются под первой колючкой спинного плавника, верхняя тянется вдоль основания спинного плавника до окончания колючей части, а вторая постепенно снижается до верхушки грудных плавников и далее идёт по середине тела до хвостового стебля. Хвостовой плавник сильно раздвоен. Позвонков 48—55. Максимальная длина тела 1 м (обычно до 60 см). Максимальная масса тела 3 кг.
Тело однотонно тёмно-коричневое, все плавники тёмно-коричневые с более тёмными краями.

## Распространение и места обитания
Встречаются в тропических и субтропических водах всех океанов; взрослые особи иногда заходят в умеренные воды. Днём держатся на глубине, а ночью поднимаются вслед за добычей к поверхности. Хорошо привлекаются искусственным светом. Молодь, напротив, днём держится у поверхности, а ночью опускается в более глубокие слои воды.

## Питание
В погоне за добычей, способной выпрыгивать из воды (летучими рыбами, кальмарами, светящимися анчоусами), могут выскакивать из воды и пролетать по воздуху довольно значительное расстояние.

## Размножение
Самцы впервые созревают при стандартной длине тела 43 см, а самки — 50 см. Нерестятся в тропических водах в течение всего года. Плодовитость от 300 тысяч до 1 млн икринок.

## Змеиная макрель и человек
Специализированный промысел не ведётся. Часто попадается в качестве прилова при ярусном промысле тунцов.
Во время знаменитого плавания на плоту «Кон-Тики» Тур Хейердал и его спутники по ночам дважды обнаруживали на плоту живых змеиных макрелей. По утверждению самого Хейердала, это были первые задокументированные встречи с живыми рыбами этого вида, до того известными только по выброшенным на берег трупам.